# Іскра (Казахстан)
І́скра (каз. Искра) — село у складі Мамлютського району Північноказахстанської області Казахстану. Входить до складу Воскресеновського сільського округу.
Населення — 247 осіб (2021; 299 у 2009, 435 у 1999, 350 у 1989).
Національний склад станом на 1989 рік:
- росіяни — 76 %.